# 억제자

억제자의 유전자 발현 억제와 해제

억제자(抑制者, 영어: repressor)는 오페론에서 조절 유전자에서 만들어져 작동 유전자에 결합하여 RNA 중합효소가 결합할 수 없도록 한다. 억제인자(抑制因子)라고도 부른다. 하지만 억제자와 특정 물질이 결합하면 구조가 바뀌어서 작동 유전자에 결합할 수 없게 됨으로써 RNA 중합이 재개된다.

## 같이 보기
- 활성인자
- 오페론
- 유전자 발현의 조절
- 전사인자